# Hellberg (DJ)
Jonathan Hellberg (Estocolmo; 12 de agosto de 1994), más conocido por su nombre artístico Hellberg, es un DJ y productor Sueco. Sus producciones están orientadas al house progresivo, electro house, Dance pop, entre otros. Se ha reconocido actualmente en mundo en 2015, por su sencillo The Girl.

## Biografía
Comenzó a ejercer su actividad profesional en 2012, a los 18 años. Desde los 13 años era aficionado a las computadoras, y  empujado por este hobbie se acabó dedicando  a la música electrónica. Sus comienzos tuvieron lugar en la discográfica Monstercat. Sus primeros Sencillos están basados en house progresivo y con Monstercat lanzó Dimensions y Follow My Heart en 2012. En  2013 siguió creando aún más como Farewell y Get Up. Creó el sencillo Collide junto a Deutgen y SPLITBREED, y Air junto a Teqq y Tayrl Reene, fue su primera carrera como productor.
En 2014, su lanzamiento This Is Forever con Danyka Nadeau, fue por primera vez más reproducido Hards of Time junto a Rich Edwards y Jonny Rose, y nuevamente con Rich Edwards y Danyka Nadeau con Ashes.
En 2015 lanza The Girl con Cozi Zuehlsdorff. Cuenta con millones de reproducciones en Spotify y  Youtube. Al poco preparó su primer EP, llamado This Is Love.

## Discografía

### Extended Plays
- 2015: This Is Love.

### Sencillos
- 2012: Dimensions
- 2012: Follow My Heart
- 2013: Farewell  (con TwoThirds) (Monstercat)
- 2013: Get Up
- 2013: Collide  (con Deugthen & Splitbreed) (Monstercat)
- 2013: Hope  (con Matt Prey feat. Brenton Mattheus)
- 2013: Air  (con Teqq & Tayrl Reene) (Monstercat)
- 2014: This Is Forever  (feat. Danyka Nadeau) (Monstercat)
- 2014: Saviors  (Monstercat)
- 2014: Hands of Time  (con Rich Edwards feat. Jonny Rose) (Monstercat)
- 2014: I'm Not Over  (feat. Tash) (Monstercat)
- 2014: Ashes  (con Rich Edwards feat. Danyka Nadeau) (Monstercat)
- 2015: The Girl  (feat. Cozi Zuehlsdorff) (Monstercat)
- 2015: A Heartbeat Away  (Monstercat)
- 2015: Back2You  (Monstercat)
- 2015: Wasted Summer  (con Jessarae)
- 2015: Love You Now
- 2015: Slumber Party
- 2015: Better  (Zouk Recordings)
- 2015: Sprinkles  (con Tobu)
- 2016: Syncronize  (feat. Aaron Richards) (Monstercat)
- 2016: Care Form Me  (con Dzeko & Torres)
- 2016: All The Way  (Wall Recordings)
- 2018: Hey Mama
- 2018: Headlights  (feat. Leona Lewis)
- 2019: King Of Blue
- 2019: Punching In The Dark (con Aloe Blacc)
- 2020: Seesaw (con Rose Rae)

### Remixes
2012: 
- TwoThirds – Walking Dreams

2013:
- E.K.O feat. Maya Maman – Something About You
- Marcel Woods feat. Vanbot – Bring It Back

2015:
- Throttle feat. David Spekter – Togheter
- Phoebe Ryan – Dead

2016:
- Elephante feat. Trouze & Damon Sharpe – Age Of Innocence
- The Chainsmokers – New York City
- Cash Cash feat. Sofía Reyes – How To Love
- Fais feat. Afrojack – Hey
- JoJo feat. Wiz Khalifa – F*** Apologies.
- Hellberg – All The Way (VIP Mix)

2018:
- K–391 & Alan Walker feat. Julie Bergan – Ignite
- Professor Green X Rag'nBone Man – Photographs
- Backstreet Boys – Chances
- Allie X – Girls of The Year